# Karl Barth (Architekt)

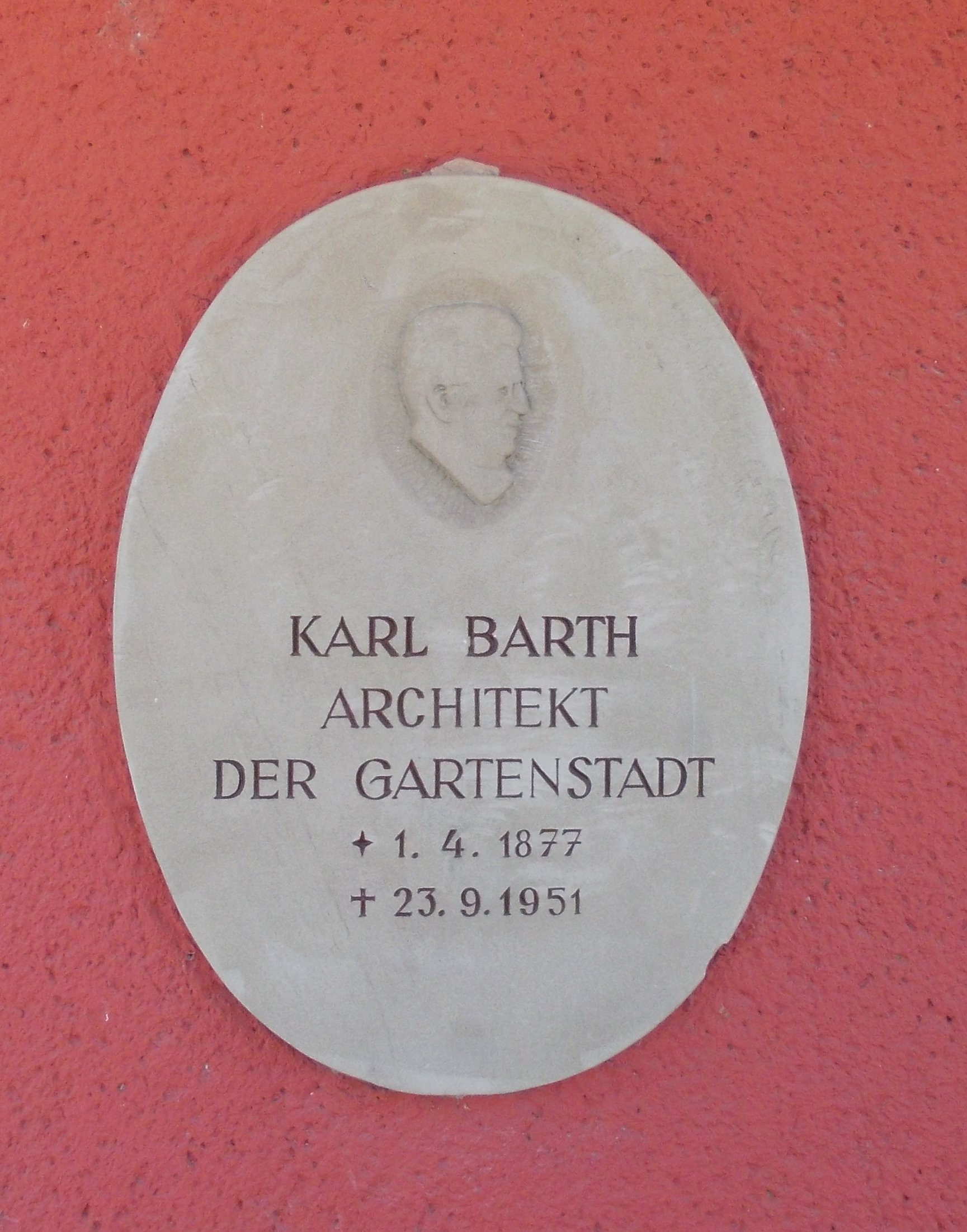
Gedenkrelief für Karl Barth am Brunnenhäuschen in Leuna (2017)

Karl Barth (* 1. April 1877 in Wiesbaden; † 23. September 1951 in Leuna; vollständiger Name: Wilhelm Carl August Barth) war ein deutscher Architekt und Stadtplaner.

## Leben

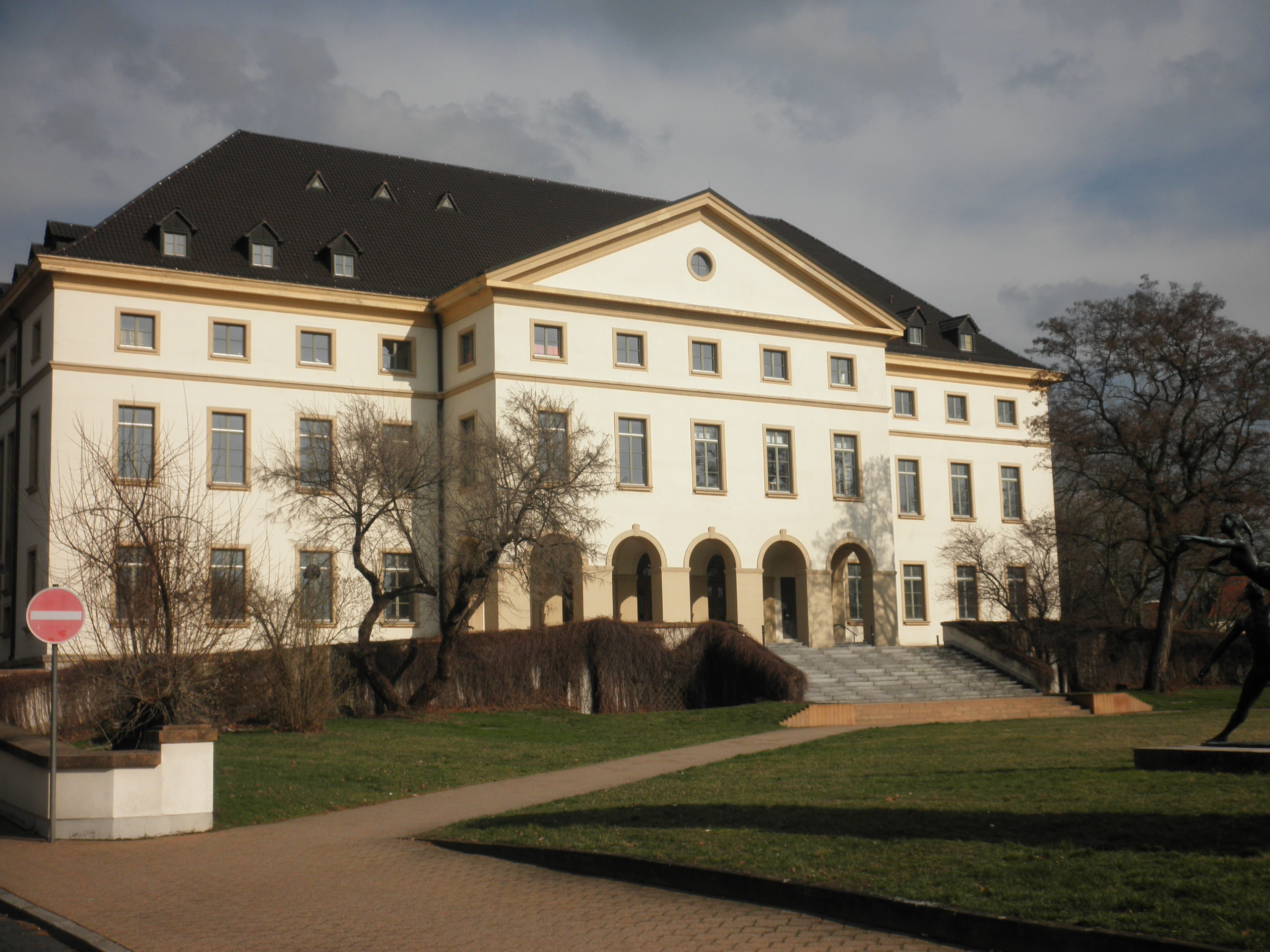
Ehemaliges Gesellschaftshaus der Ammoniakwerke Merseburg, Leuna, von 1927 (im Jahre 2017)

Barth wuchs in Wiesbaden als Sohn des Steinhauers Julius Barth und dessen Frau Marie Barth geb. Faust auf. Er studierte an der Kunstgewerbeschule Wiesbaden, der Baugewerkschule Stuttgart, der Technischen Hochschule Stuttgart und der Universität Leipzig. Zu seinen Lehrern zählten u. a. Skjøld Neckelmann, Theodor Fischer und Paul Bonatz. Danach arbeitete er u. a. im renommierten Architektenbüro von Heinrich Joseph Kayser und Karl von Großheim in Berlin und Düsseldorf, z. B. an Planungen von Gartenstädten in Ludwigshafen, Annweiler, Landau in der Pfalz und Speyer. 1903 wurde Karl Barth Lehrer an der Gewerblichen Fortbildungsschule Göppingen, arbeitete als freier Architekt und heiratete Elisabeth Bechtel, mit der er zwei Söhne und eine Tochter bekam. 1905 verlagerte er Wohnsitz und Büro nach Landau in der Pfalz. Dort baute er auch sein erstes eigenes Haus, die ansehnliche Villa Barth (Moltkestraße 13). Ab 1912 kamen unter der Firma K. Barth & H. Auers Zweigbüros der beiden Architekten in Speyer, Wiesbaden und Goslar hinzu.
1914 meldete sich Barth – mittlerweile 37-jähriger Familienvater – als Kriegsfreiwilliger zum Militär und hatte dort den Rang eines Hauptmanns der Pioniertruppen. Im Zuge der kriegswichtigen Gründung eines neuen Ammoniakwerks der BASF bei Merseburg wurde Barth Ende 1915 vom Kriegsdienst freigestellt, um für die BASF als Vorstand der Siedlungs-Bauabteilung die Werkssiedlung Neu-Rössen zu projektieren. Sein Offiziersgehalt bezog er bis zur Novemberrevolution weiter. Danach wurde er zum ehrenamtlichen Baurat des Zweckverbands Leuna ernannt und verdiente seinen Lebensunterhalt als Architekt.
Erster Arbeits- und Wohnplatz von Barth in Leuna war das zum „Koloniebaubüro“ mit Wohnmöglichkeit umgestaltete frühere Haus eines Windmüllers. Bei der Planung der Werkssiedlungen von Leuna – mit bis zu 60 Mitarbeitern – legte Karl Barth die Ideen der Gartenstadtbewegung zugrunde. Dabei unterschied er zwischen Durchgangsstraßen, die als breite Alleen mit Platanen bepflanzt wurden, und 3 bis 4 Meter breiten Wohnstraßen, die vom Kraftfahrzeug-Verkehr freigehalten wurden. Er bearbeitete alle Projektbestandteile von den einzelnen Haustypen (Einzel-, Doppel-, Reihen- und Gruppenhäuser) bis zur gesamten Gestaltung der Siedlung. Diese Gebäude sollten maximal zwei Geschosse besitzen. Zudem wollte Barth in dem Wohngebiet alle Werksmitarbeiter zu einer sozialen Gemeinschaft zusammenfügen, wobei sich jedoch die Siedlung entsprechend der Werkshierarchie mit speziellen Wohngebieten für Arbeiter, Meister, Angestellte und Akademiker gliederte. Das erste Haus konnte bereits im November 1917 bezogen werden. Die späteren Häuser wurden dann überwiegend durch verschiedene andere Architekten errichtet, wobei Barth bei Fragen zur Technik, Gestaltung und Finanzierung beratend mitwirkte.
Für sich, seine Frau und seine drei Kinder ließ Karl Barth 1920 auf dem heutigen Grundstück Friedrich-Ebert-Straße 26 eine selbst entworfene Villa im neoklassizistischen Stil errichten. Das ansehnliche, auch im Inneren anspruchsvoll gestaltete Haus, geschmückt mit ionischen Pilastern, lag inmitten eines 3.000 Quadratmeter großen Grundstücks. 1928 richtete Barth hier auch sein privates Baubüro ein.
1928 waren über 913 Häuser mit 1160 Wohnungen fertig. Aufgrund von Meinungsverschiedenheiten trat Barth zum 31. Mai des gleichen Jahres als Vorsitzender des Baubüros des Zweckverbands Leuna zurück. Danach arbeitete er nur noch als freier Architekt und Gutachter und wirkte an zahlreichen städtebaulichen Planungen mit. Zudem beschäftigte er sich mit bautechnischen Fragen, insbesondere der Wärmedämmung, und arbeitete hier mit Fachleuten wie Friedrich Zollinger und Eduard Dyckerhoff (1878–1948) zusammen, die zu sparsamen Bauweisen und isolierenden Baumaterialien forschten.
1940/1941 beteiligte sich Barth an einem Architekturwettbewerb Groß-Leuna-Projekt zur Umgestaltung (Schaffung eines Stadtzentrums) und Erweiterung der Siedlung im Rahmen des Von-Stade-Plans, er belegte dabei den 6. Platz unter 42 Teilnehmern.
1942 ging Barth in den Ruhestand, doch wirkte er 1943/1944 als Lehrer an der Staatsbauschule Villach und beteiligte sich an verschiedenen Architekturwettbewerben. Ab 12. Mai 1944 musste er die schweren Bombenschäden in der Wohnsiedlung Leuna durch die angloamerikanischen Luftangriffe auf die Leunawerke miterleben. Gegenüber seiner Villa explodierte am 4. Dezember 1944 eine Luftmine, wodurch das Haus schwer beschädigt wurde. Der Wiederaufbau nach dem Krieg erfolgte unter Verzicht auf das ursprüngliche Dachgeschoss. Nach dem Krieg blieb Barth in Leuna und damit in der Sowjetischen Besatzungszone bzw. in der DDR. Er verbrachte seinen Lebensabend in seiner Villa und verstarb dort in der Fenstersitzecke seines Musikzimmers am 23. September 1951. Er wurde im (nicht erhaltenen) Familiengrab Bechtel auf dem Merseburger Stadtfriedhof beigesetzt.

## Mitgliedschaften und Ehrungen
- Bund Deutscher Architekten (BDA)
- Deutscher Werkbund
- 1921: Goldene Medaille für hervorragende Leistungen im Siedlungswesen bei der Mitteldeutschen Ausstellung für Siedlung, Sozialfürsorge und Arbeit (MIAMA) in Magdeburg
- 1922: Ehrendoktorwürde (als Dr. tech. h. c.) der Oriental University / Engineering College in Washington, D.C.
- 1928: Mitglied der Freien Deutschen Akademie des Städtebaus
- 1934: Mitglied der Reichskammer der bildenden Künste im Zuge der Gleichschaltung des BDA

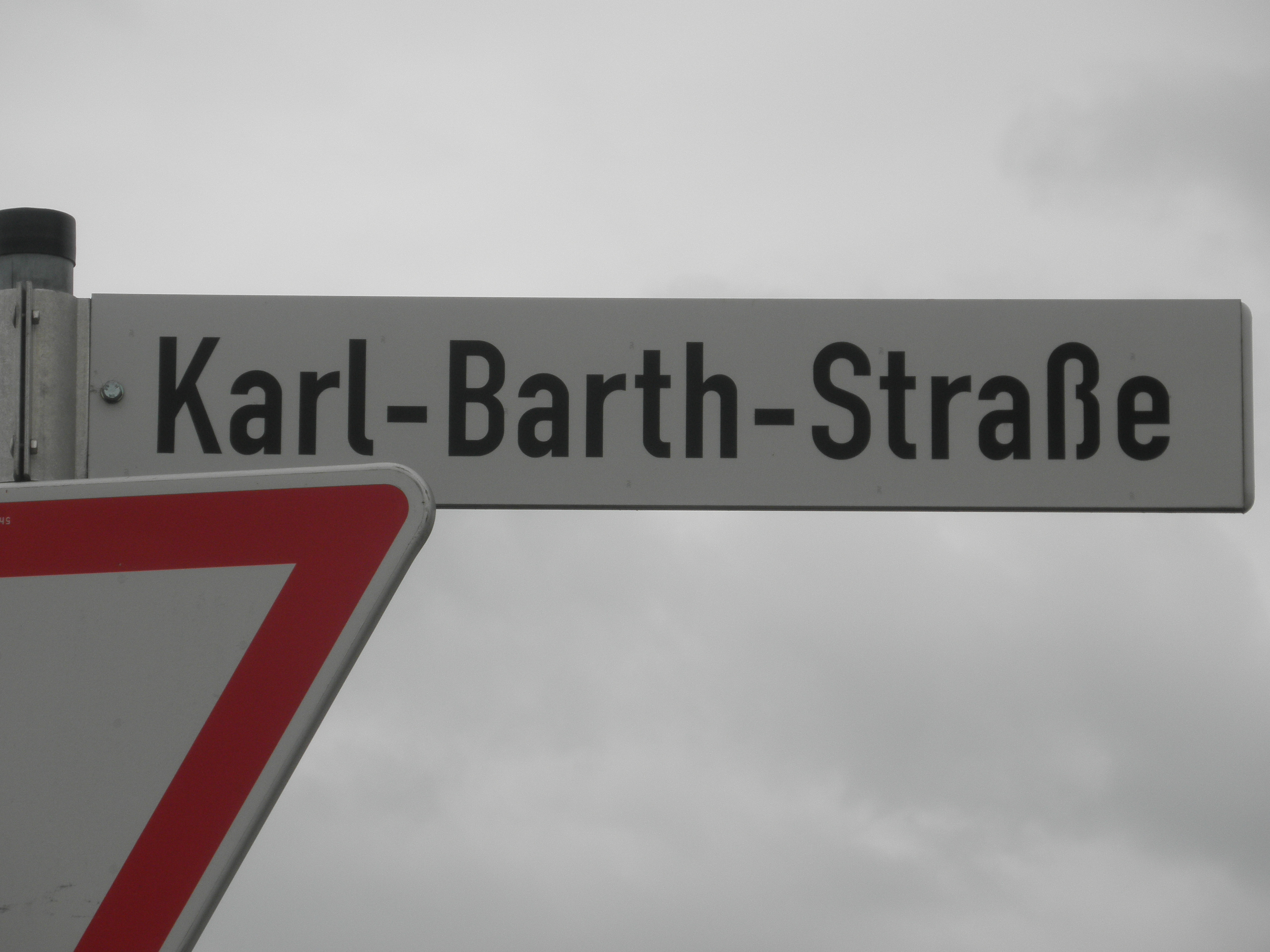
Karl-Barth-Straße in Leuna (2017)

- 1997: Benennung einer Straße in Leuna
- 2001: Ausstellung Karl Barth und die Reformbewegung „Wohnen im Grünen“ aus Anlass seines 50. Todestags, Gedenkrelief am rekonstruierten Brunnenhaus auf dem Sachsenplatz in Leuna
- 2016: Ausstellung über seine Rolle als „Vater der Gartenstadt Leuna“ in der Beletage der Villa Barth

## Werk

### Bauten und Entwürfe

#### Eigene Planungen
- 1907: Doppelwohnhaus mit Gastwirtschaft für Adam Börstler in Landau, Karl-Sauer-Straße 11 / Marienring 1
- 1910: eigenes Wohnhaus mit Atelier in Landau, Moltkestraße 13
- 1910–1911: Villa Körbling in Speyer, Bahnhofstraße 15
- 1912: Bekleidungshaus Tiedtke in Goslar, Rosentorstraße 4
- 1916: BASF-Werkssiedlung Neu-Rössen bei Merseburg
- 1917: Rössner-Brücke

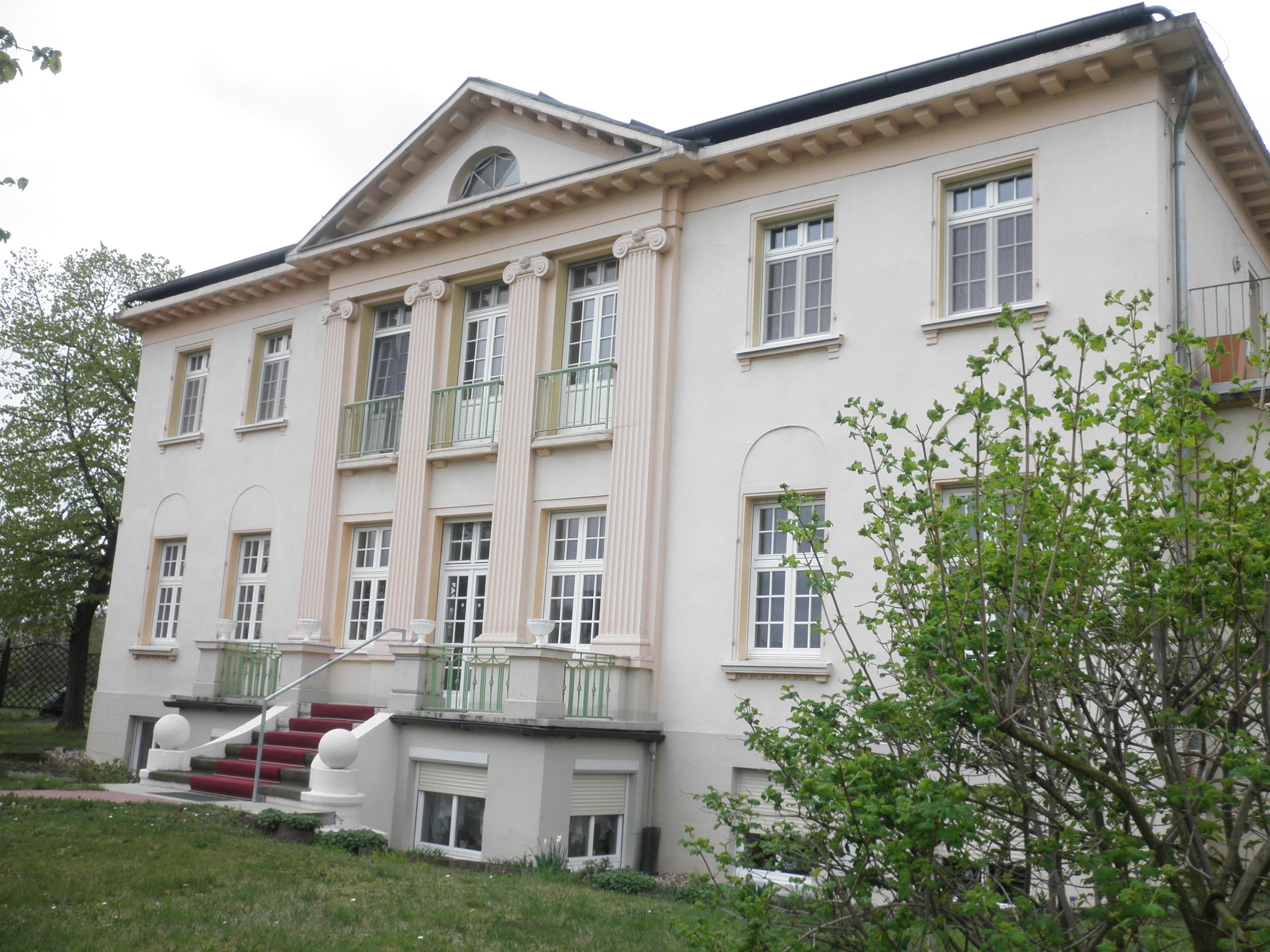
Villa Barth in Leuna, ohne das 1944 bombenzerstörte Dachgeschoss (2017)

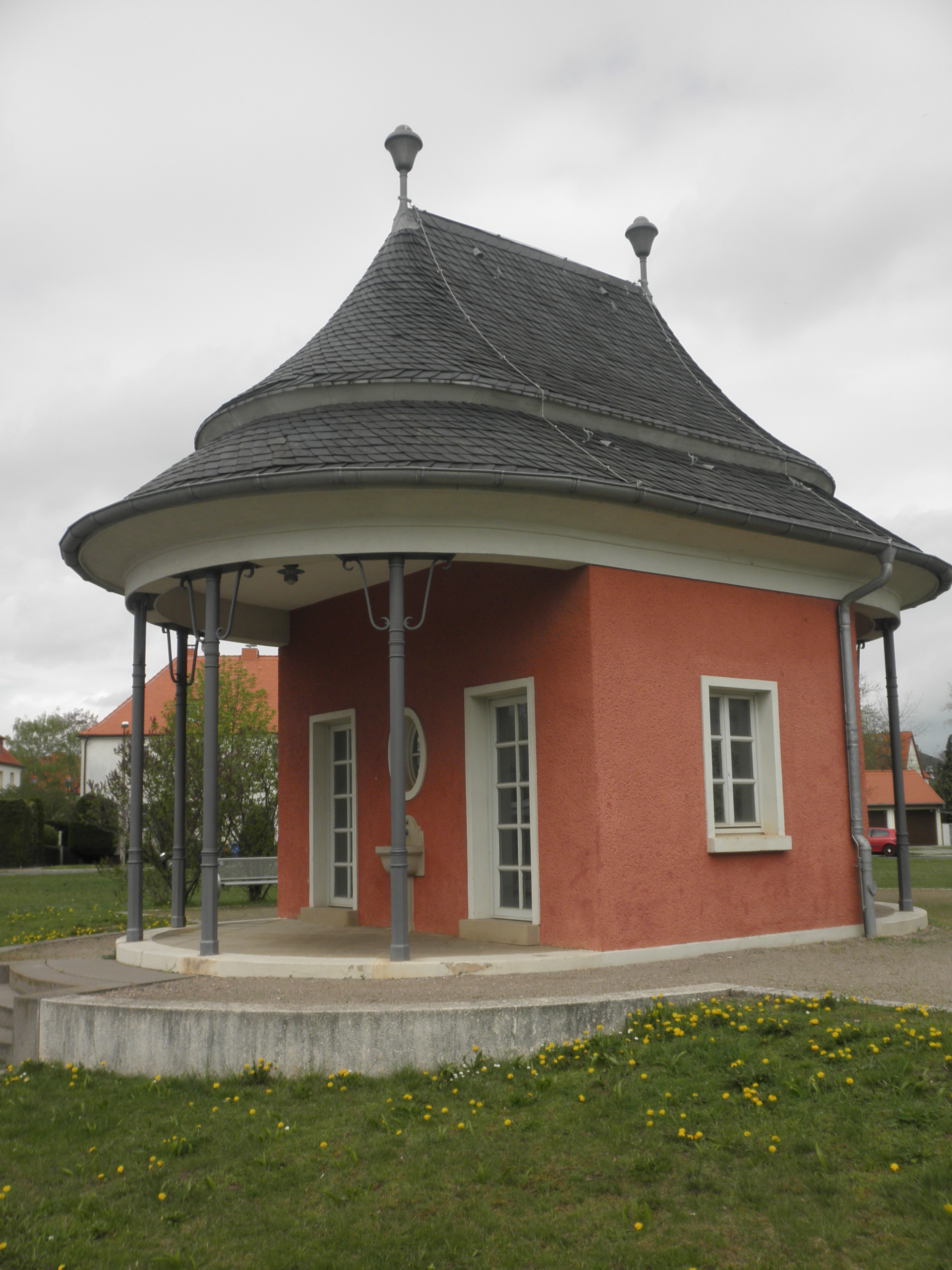
Rekonstruiertes Brunnenhäuschen in Leuna (2017)

- 1920: Villa Barth in Leuna, Friedrich-Ebert-Straße 26 (seit 1995 unter Denkmalschutz)
- 1920: Wohnhäuser Häfner, Paasch, Heinrich und Köhr in Leuna
- 1921: Bebauungsplan für das gesamte Gebiet des Zweckverbands Leuna
- 1921: Wohnhäuser Franz, Schunke, Wagner, Jänichen, Schröder, Hoffmann & Söhne, Philipp Holzmann AG, Leuna-Werke, Bach, Hallige, Lingesleben, Dunzel, Sack & Co., Kornnagel, Müller, Vetterke, Rothe, Starke, Bauer, Hutzenlaub, Richter, Sachse, Gehre in Leuna
- 1921: Gemeindehaus Leuna mit Spritzenhaus und Stall
- 1921: Erweiterung ders Friedhofs mit Leichenhalle in Rössen
- 1922: Wohnhäuser Sixtus, Richter, Tholotowski, Sommer, König, Hirt, Hake, Lingesleben in Halle (Saale)
- Verwaltungsgebäude für den Zweckverband Leuna
- Brotfabrik in Ammendorf
- Armenhaus in Rössen
- Zentralfriedhof mit Leichenhalle in Leuna
- 1927–1928: Gesellschaftshaus der Ammoniakwerke Merseburg in Leuna
- Kinderschule und Verwaltungsgebäude in Leuna
- Bebauungsplan für die Grundstücke des Landratsamts sowie Aufstellung eines Siedlungsplans für eine Beamtenkolonie in Leuna
- Schulhaus-Projekt für Gemeinde Göhlitzsch
- 1932: Landhaus „Haus Stauffenbüttel“ für den Prokuristen der Leuna-Werke in Bad Sachsa, Steinaer Straße 29
- 1937: Wohnhaus Tischler in Werningerode, Mühlthal 13e
- 1937: Wohnhaus Braulke in Werningerode, Graf-Heinrich-Straße 30
- 1937: Wohnhaus Fister in Werningerode, Tiergartenstraße 17
- 1940–1941: Wettbewerbsentwurf für das Groß-Leuna-Projekt[3]

#### Kooperationen
- 1922: Wettbewerbsentwurf eines Bebauungsplans für Belgrad (gemeinsam mit Josef Brix, Berlin; prämiert mit einem von zwei 3. Preisen)[4]
- Preußensiedlung und Blanke-Siedlung in Merseburg (mit Baurat Friedrich Zollinger, Merseburg)
- Siedlung Sömmerda (mit Baurat Jordan, Mühlhausen)
- Gartenstadt Leipzig-Gohlis (mit Architekt Robert O. Koppe, Leipzig)
- Gartenstadt Poggenhagen bei Neustadt am Rübenberge (mit Architekten Stahl & Danziger, Berlin)
- Gartenstadt Potsdam (mit Stadtbaurat Drews, Potsdam)
- Waldsiedlung Poggenhagen (mit Hugo Karthendahl, Viersen)
- Bergmannssiedlung Brühl (mit den Architekten Ferdinand Luckas und Georg Rödel, Köln)
- Gartenstadt der Heimstätten-Genossenschaft Sonneberg (mit Stadtbaumeister Karl Dröner)
- Hochhausprojekte und Gartenstadtprojekt Wilhelmshöhe, Bergarbeitersiedlung Holungen der Kaligrube AG Bismarckshall und Bergarbeitersiedlung Hauröden (mit Architekten M. H. A., Kassel)
- Kleinwohnhaus-Siedlung für die Gemeinnützige Baugenossenschaft Speyer (mit Karl Grün, Ludwigshafen)
- Gartenstadt Frankfurt am Main (mit den Architekten Theodor Willkens und Otto Hoffmann, Köln / Bochum)
- Siedlung Kronshagen und Siedlung „Bönebüttl“ bei Neumünster (mit Architekt Richard Janssen, Kiel)
- Gartenstadt Ludwigshafen am Rhein, Kleinbauten in Annweiler (mit Hugo Waage, Pirmasens)
- Siedlung Wellingdorf bei Kiel (mit Johann Theede, Kiel)
- Landarbeitersiedlung in Hettendorf bei Celle (mit Bruno Wiek, Hamburg)
- Gartenstadt Nortorf (mit Architekt Hermann Rohwer, Rendsburg)
- Kleinwohnungen der Gemeinnützigen Baugenossenschaft Bad Reichenhall (mit Karl Burckhardt, Bad Reichenhall)
- Siedlung der Waggonfabrik Uerdingen in Uerdingen, Bürohaus in Düsseldorf (mit Eduard Lyonel Wehner, Düsseldorf)
- Kolonie der Hagener Wohnungsfürsorge in Hagen (mit den Architekten Gebrüder Ludwigs, Hagen)
- Pfälzersiedlung in Ludwigshafen am Rhein (mit Karl Grein, Ludwigshafen)
- Gartenstadt „Arthur“ der Bergmannssiedlung Sagan in Sagan (Niederschlesien) (mit Georg Dank, Sagan)
- Siedlung „Fuchsberg“ der Schnellpressenfabrik Albert in Frankenthal (mit Architekt Friedrich Larouette, Frankenthal)
- Siedlung der Gemeinnützigen Baugesellschaft Güstrow in Güstrow (mit Martin Eggert, Güstrow)
- Siedlung Aichenbach bei Schorndorf (mit den Architekten P. Gaiser und R. Haug, Schorndorf)
- Siedlung des Wohnverbands Speyer-Land in Schifferstadt (mit den Architekten Reeb, Weber und Metzger, Schifferstadt)
- Kleinbausiedlung „Daniel Schirmer“ (mit Rudolf Keil, Schweinfurt)
- Gartenstadt am Magdelstieg bei Jena (mit Paul Wohlfarth, Jena)
- Textilbörse in Barmen (mit Julius Beckmann, Barmen)

### Schriften
- Karl Barth: Aus dem Siedlungswesen. Kommissionsverlag Friedrich Pouch, Merseburg 1922.

## Karl Barth Bilder

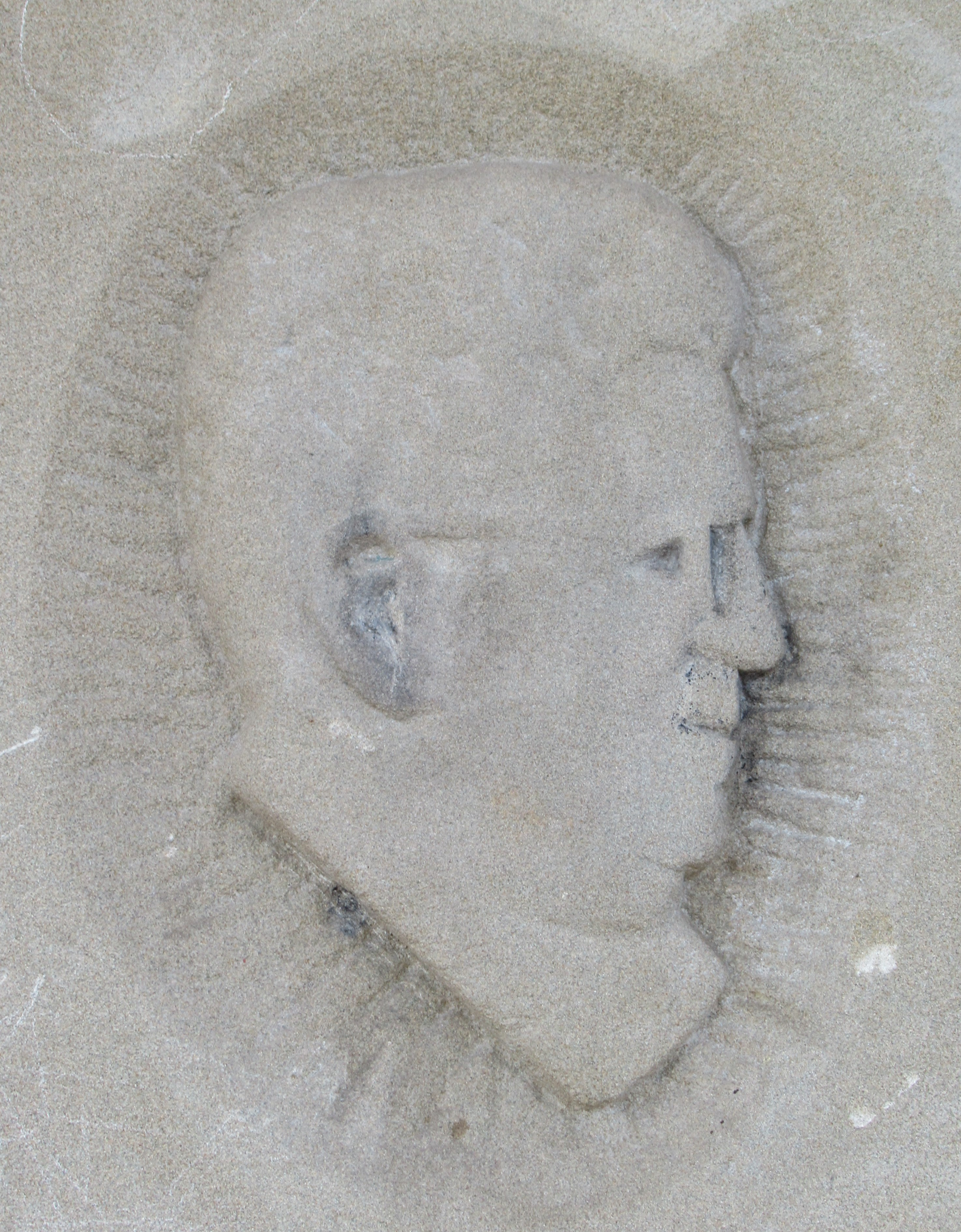
Karl Barth Relief in Leuna Brunnenhäuschen